# Варчато
Варчато (устар. Варча-Ты) — озеро в Шурышкарском районе Ямало-Ненецкого автономного округа.

## Происхождение названия

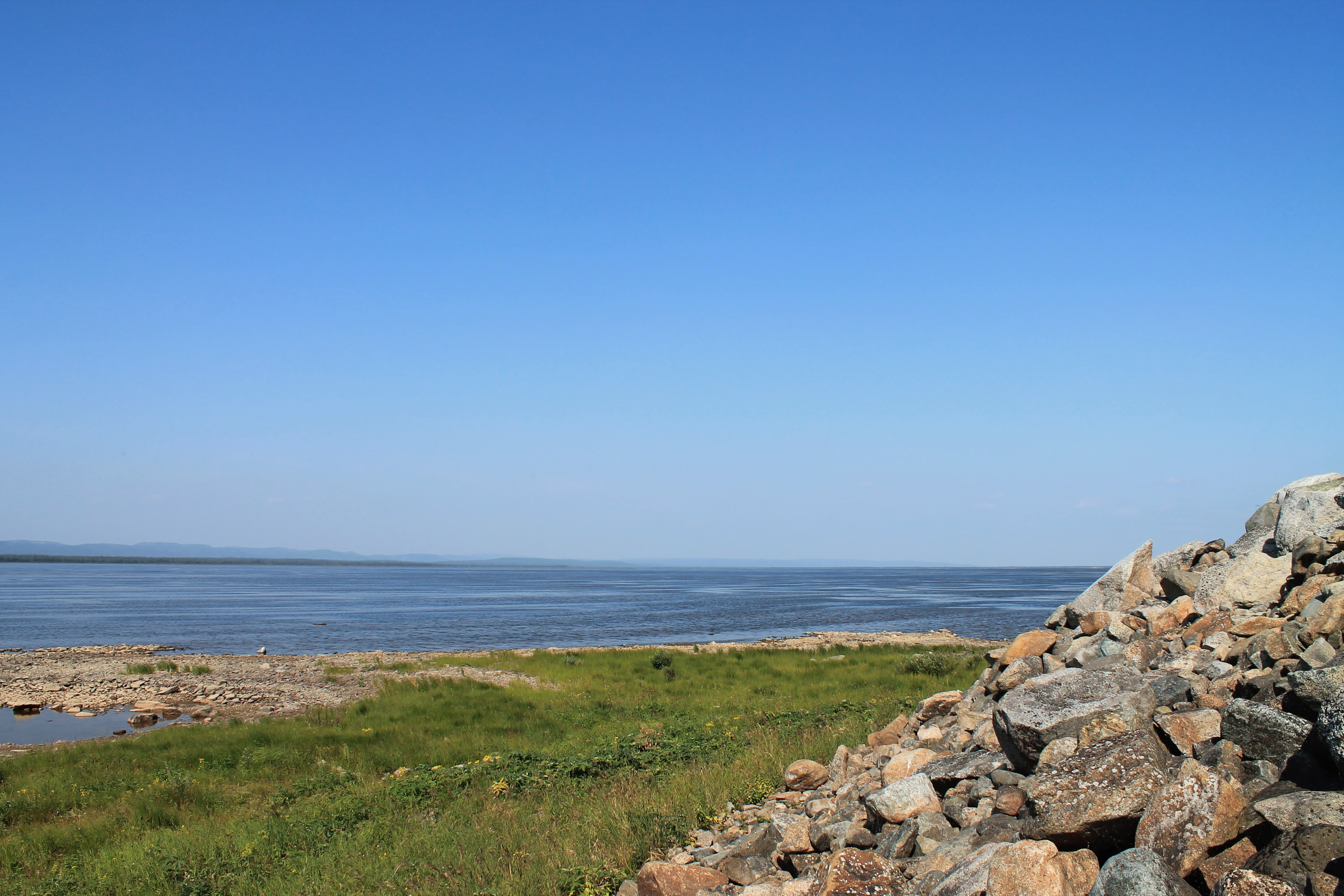
Остров на озере Варчато

Гидроним «Варчато» имеет значение и ненецком и в зырянском языках. «Ворча» (зыр.) — сероватодымчатая масть, «то (ты)» (нен.) — озеро. «Варчато» — озеро [оленя] сероватодымчатой масти.
В ненецком языке «варцяда» — чистый, «то» — озеро, то есть чистое озеро.

## Описание
Озеро занимает площадь 51,6 км² и имеет размеры 12 × 7 км. Наибольшая глубина — 3 м. Дно илистое. Озеро Варчато сточное. На северо-востоке в озеро впадает река Танью, с южной стороны вытекает река Варчатывис и впадает Ыджидьюнко. Водное зеркало расположено на высоте 43 м над уровнем моря. Принадлежит бассейну реки Войкар (Лохорта).

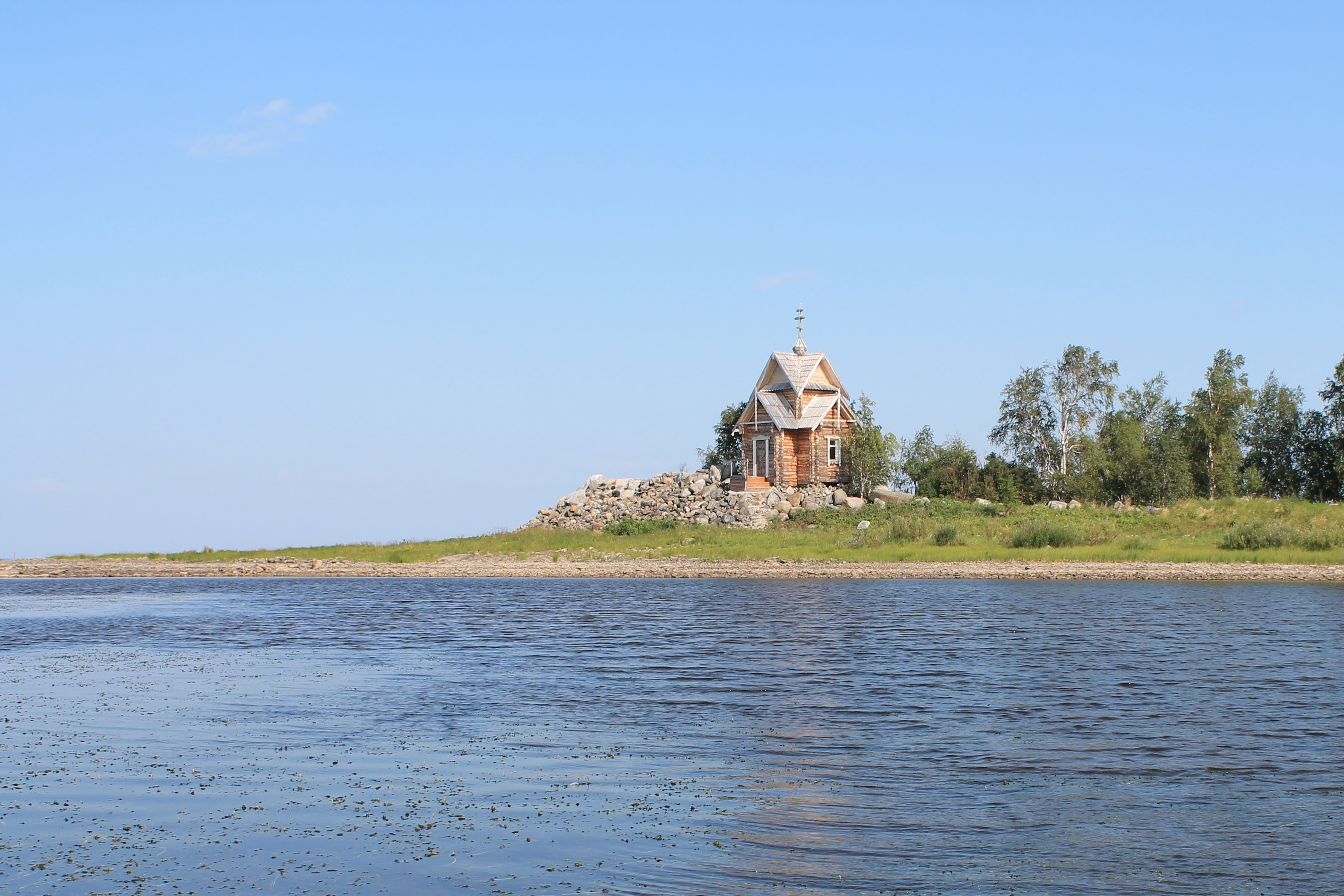
Часовня на острове в юго-западной части озера Варчато

Озеро имеет несколько островов. Остров Халейный расположен у северо-восточного побережья озера, другие сосредоточены в юго-восточной стороне недалеко от истока Варчатывиса. На одном из этих островов построена небольшая часовня. Со стороны юго-восточного берега есть песчаная отмель.
Озеро Варчато популярно у туристов и любителей рыбной ловли. На южном берегу расположена турбаза.
К конце 1990-х годов в Войкарской геологической зоне и вблизи озера Варчато была обнаружена горная порода вулканического происхождения ензорит.